# Bohdan Holomíček
Bohdan Holomíček (* 14. srpna 1943 Senkevičivka, Ukrajina) je český dokumentární fotograf. Za rok 2018 získal od Asociace profesionálních fotografů ČR ocenění Osobnost české fotografie za dlouhodobý přínos české fotografii.

## Život

### Dětství na Ukrajině
Holomíček se narodil na Volyni v městě Senkevičivka (polsky Sienkiewiczówka, ukrajinsky Сенкевичівка, dnes Senkevičivka ve Volyňské oblasti, Luckém rajónu v západní Ukrajině).
V roce 1947 se s ním otec Volyňský Čech a matka Ukrajinka přestěhovali z Ukrajiny do Mladých Buků v Krkonoších.

### Vzdělání a zaměstnání
Mezi roky 1957 a 1960 se vyučil elektrikářem (Ostrava, Chomutov, Poříčí) a do roku 1968 (vyjma základní vojenské služby v letech 1963–1965) pracoval v tepelné elektrárně v Poříčí u Trutnova. V letech 1968 a 1969 pracoval v trutnovském muzeu, v letech 1969 až 1971 v podniku Geoindustria a v letech 1971 až 1995 jako údržbář ve výtopně v Janských Lázních, kde dodnes žije. Od roku 1995 je na volné noze.

### Fotografování
Fotografuje od roku 1958. V osmé třídě, resp. ve třinácti letech dostal k Vánocům sovětský fotoaparát Smena a šest kinofilmů, které ještě týž večer všechny exponoval.
Poprvé vystavoval v roce 1969. V 70. letech se seznámil Václavem Havlem a jeho manželkou Olgou Havlovou, kteří nedaleko Janských Lázní vlastnili dům v Hrádečku u Trutnova a fotografoval mimo jiné osoby a dění v kultuře nezávislé na komunistickém režimu.
V roce 1995 mu nakladatelství Torst vydalo monografii. V roce 2000 ve stejném nakladatelství vyšla kniha Antonína Dufka Bohdan Holomíček.
Od roku 2004 ve své práci využívá digitální technologie a v současnosti ho čím dál více zajímají audiovizuální projekce.

## Výstavy

### Samostatné výstavy
- 2022 Fotografie fotografů, Artinbox Gallery Praha
- 2016 Havel, DOX Praha (spolu s Tomki Němcem)
- 2011 Bohdan Holomíček: Divadelní svět / Theatre World, Místodržitelský palác, Brno
- 2009 Bohdan Holomíček – Nové práce, Galerie FotoGrafic, Praha
- 2009 Bohdan Holomíček: už je to 15 LET!, Francouzský institut v Praze, Praha
- 2004 Dům umění města Brna – Galerie Jaroslava Krále, Brno
- 2003 Ateliér Josefa Sudka, Praha
- 2003 Galerie Fiducia, Ostrava
- 2000 Bohdan Holomíček, Václav Havel, Antikódy – texty – fotografie, Galerie Václava Špály, Praha
- 2000 Leica Gallery, New York
- 1999 Galerie Šternberk, Šternberk
- 1999 L'Eté photographique, Lectoure, Francie
- 1998 Sochařské symposium, Kunštát – Rudka
- 1998 La Filature, Mulhouse, Francie
- 1997 Muzeum východních Čech, Hradec Králové
- 1997 Galerie Půda, Lomnice nad Popelkou
- 1996 Fotoforum Feldegg, Zürich
- 1996 Galerie obecního úřadu, Zubří
- 1995 Galerie U Bílého jednorožce, Klatovy
- 1995 Civitella Ranieri Center, Umbertide, Itálie
- 1995 Divadlo Archa, Praha
- 1995 Palác Akropolis, foyer (AGalerie), Praha
- 1994 Malá výstavní síň Liberec
- 1993 Městské muzeum – Suchardův dům, Nová Paka
- 1989 Galerie Centrum, Plzeň
- 1989 Galerie Pavla Šmída, Pardubice
- 1988 Výstavní síň Fotochema, Praha
- 1988 Walbrzyska galeria fotografii, Walbrzych, Polsko
- 1987 Zápisník Bohdana Holomíčka, Galerie 4, Cheb
- 1987 Malá galerie v hale spořitelny, Kladno
- 1985 Galerie na dvorku Okresního kulturního střediska, České Budějovice
- 1983 Dům umění města Brna – Kabinet Jaromíra Funkeho v Domě pánů z Kunštátu, Brno
- 1982 Vysoká škola ekonomická, Banská Bystrica
- 1981 Činoherní klub, Praha
- 1980 Zámecký letohrádek Opočno
- 1979 Činoherní klub, Praha
- 1978 Divadlo v Nerudovce, Praha
- 1976 Malá výstavní síň, Liberec
- 1976 Galerie Ústavu makromolekulární chemie, Praha
- 1974 Divadlo hudby, Olomouc
- 1970 Kino, Rychnov nad Kněžnou

## Zastoupení ve sbírkách
- Moravská galerie v Brně
- Muzeum umění a designu Benešov
- Uměleckoprůmyslové museum v Praze